# 宮城県漁業協同組合
宮城県漁業協同組合（みやぎけんぎょぎょうきょうどうくみあい、略称：JFみやぎ）は、宮城県石巻市に本所を置く漁業協同組合。
2007年4月、県内の沿海にあった31の漁協が合併して設立された。

## 沿革
- 2007年4月1日 - 宮城県内の沿海31漁協（内訳は下記に記述）が新設合併し、宮城県漁業協同組合が発足。本所を仙台市青葉区に置く。

※沿海31漁協は、唐桑町漁協、気仙沼地区漁協、大谷本吉漁協、歌津町漁協、志津川町漁協、北上町十三浜漁協、河北町漁協、雄勝町東部漁協、寄磯漁協、前網漁協、鮫浦漁協、谷川漁協、泊浜漁協、網地島漁協、表浜漁協、石巻市東部漁協、石巻地区漁協、石巻湾漁協、女川町漁協、鳴瀬町漁協、宮戸漁協、宮戸西部漁協、松島町漁協、塩釜市浦戸東部漁協、塩釜市浦戸漁協、塩釜市第一漁協、七ヶ浜町漁協、仙台市漁協、閖上漁協、亘理町漁協、山元町漁協。
- 2007年9月28日 - 宮城県漁業協同組合連合会より、包括的事業を譲受。
- 2007年10月1日 - 宮城県信用漁業協同組合連合会より、包括的事業を譲受。
- 2008年3月24日 - 石巻市に建設された（新）宮城県水産会館の竣工により、本所機能を現在地に移転する（仙台市青葉区にあった旧：水産会館は老朽化により売却されている[1]）。
- 2009年4月1日 - 雄勝町雄勝湾漁業協同組合と矢本漁業協同組合が当漁協に編入合併する。
- 2022年4月1日 - 宮城県北部施設保有漁業協同組合（気仙沼市）、宮城県中部施設保有漁業協同組合（石巻市）、宮城県南部施設保有漁業協同組合（塩竈市）を吸収合併。
- 2024年4月1日 - 東日本信用漁業協同組合連合会に信用事業を譲渡[2]。

## 本所所在地
- 本所/宮城県石巻市開成1-27 宮城県水産会館

## 信用事業
- 本所(001) - 宮城県石巻市開成1-27
- 気仙沼総合支所(002) - 宮城県気仙沼市港町503-6
- 塩釜総合支所(004) - 宮城県塩釜市新浜町二丁目9-32
- 石巻総合支所(220) - 宮城県石巻市渡波字栄田97

信用事業（JFマリンバンク）は、宮城県漁業協同組合発足後の口座店の再編により、2013年時点では、本所、気仙沼総合支所、塩釜総合支所、石巻総合支所（本所と別位置。口座店としては、女川町支所の移転改称扱い）の4ヶ所でのみ扱っている。総合支所ではない他の拠点では、店舗外ATMの設置や、移動店舗（週1～2日程度、窓口業務を行う）の実施などでカバーしている。
旧本所があった仙台市は、塩釜総合支所の管轄地域となっている。
2024年4月1日付で東日本信用漁業協同組合連合会が当組合の信用事業のすべてを譲受し、当組合の信用事業は廃止される。